# Wizardry III: Legacy of Llylgamyn
Wizardry III: Legacy of Llylgamyn (полное название — Wizardry: Legacy of Llylgamyn — The Third Scenario) — компьютерная ролевая игра 1983 года, разработанная и выпущенная Sir-Tech для домашних компьютеров, заключительная часть оригинальной трилогии игровой серии Wizardry.

## Сюжет
Действия происходят спустя много лет после событий второй части. Город Ллилгамин становится жертвой природных катаклизмов. Чтобы предотвратить землетрясения и извержение вулкана, мудрецы королевства приходят к выводу, что необходимо вернуть Сферу Эаритина, которая ныне хранится у дракона Л’Кбрета. Группа из шести приключенцев отправляется в логово дракона внутри вулкана, чтобы раздобыть эту Сферу.

## Игровой процесс
Основные механики остались без изменений, третья часть по-прежнему является подземельем, находящимся внутри вулкана (поэтому героям теперь предстоит подниматься по уровням, а не спускаться вниз) и состоящим на этот раз из шести уровней.
Как и в прошлой игре, игроку можно импортировать игровую партию из предыдущих сценариев, хотя по сюжету члены партии будут являться потомками героев предыдущих игр, при этом они сохранят свои имена и класс, но смогут изменить своё мировоззрение в пределах класса.
Значимым изменением третьей части является возросшая роль мировоззрения персонажей: определённые зоны подземелья доступны только добрым или злым партиям, причём прохождение игры невозможно, если партия имеет полностью нейтральное мировоззрение (последний шестой уровень недоступен для нейтральных партий). Таким образом, чтобы полностью исследовать игру, игроку потребуется сыграть в неё два раза — доброй и злой партией персонажей.

## Критика
Рецензент The Space Gamer отметил, что Wizardry III: Legacy of Llylgamyn является самым лучшим сценарием из всей оригинальной трилогии, имеющим ясный сюжет и адекватные головоломки. Он порекомендовал игру всем, кто уже играл в предыдущие сценарии, отметив при этом, что для успешной игры требуется партия с хорошими характеристиками из предыдущих сценариев. Журнал Softline в статье 1983 года положительно отозвался об игре, также назвав её лучшей игрой в серии. В 1984 году читатели журнала поставили игру на второе место в рейтинге самых популярных программ для Apple II.
Известная журналистка Scorpia из Computer Gaming World в 1993 году назвала игру копией Wizardry I лишь с незначительными улучшениями.